# Kuta Mekar
Kuta Mekar is een bestuurslaag in het regentschap Bogor van de provincie West-Java, Indonesië. Kuta Mekar telt 3339 inwoners (volkstelling 2010).